# Hlînne, Drohobîci
Hlînne (în ucraineană Глинне) este un sat în comuna Bîstrîțea din raionul Drohobîci, regiunea Liov, Ucraina.

## Demografie
Componența lingvistică a localității Hlînne
     Ucraineană (100%)
Conform recensământului din 2001, toată populația localității Hlînne era vorbitoare de ucraineană (100%).